# Військово-морські сили Сінгапуру

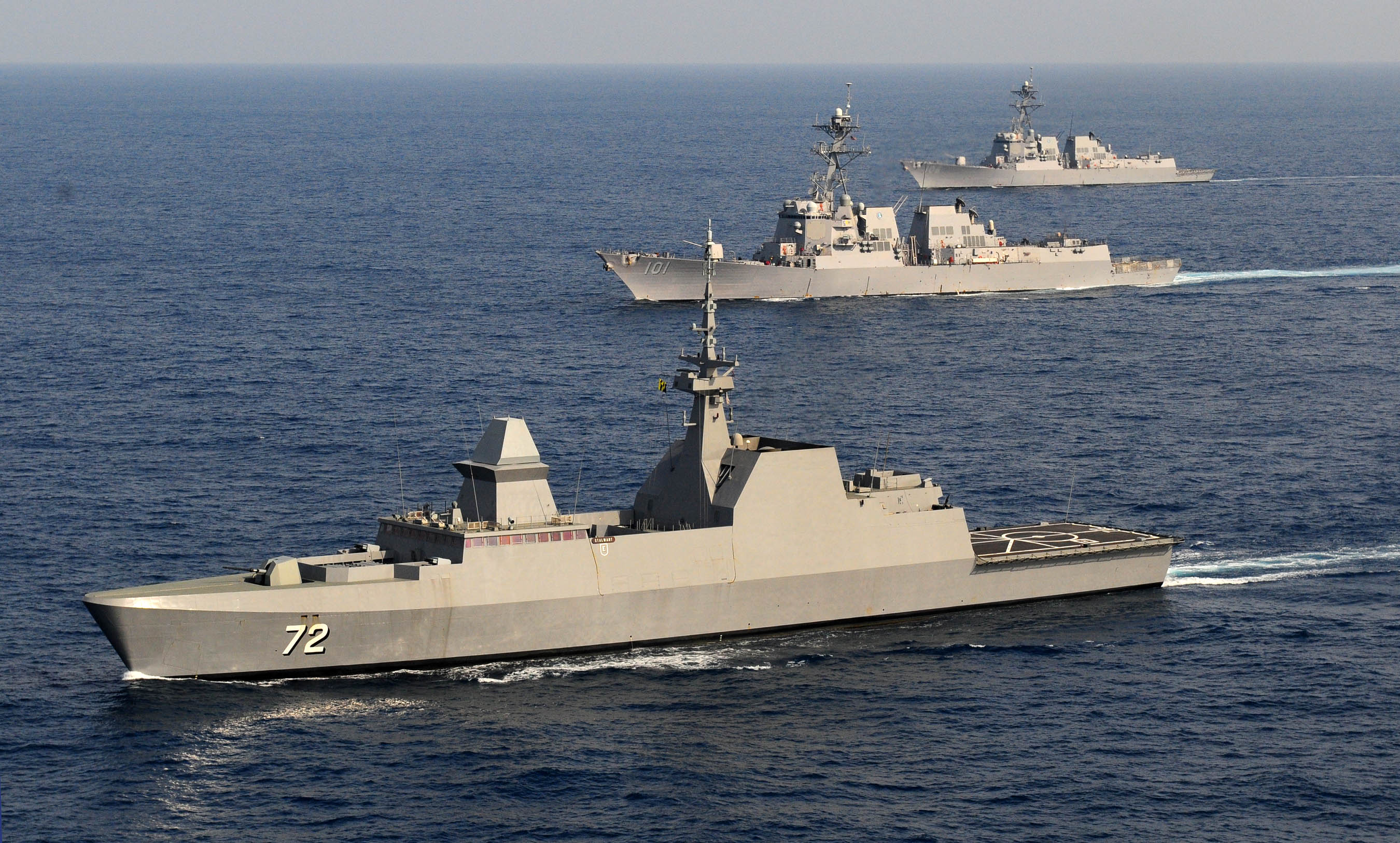
Сінгапурський фрегат «Столворт» (на передньому плані) під час навчань з есмінцями США

Військово-морські сили Сінгапуру — один з трьох видів збройних сил Сінгапуру.
Завданням ВМС Сінгапуру є захист морських торгових шляхів цієї держави та внесок у регіональний мир та стабільність. У мирний час відповідні завдання передбачають спостереження за ситуацією у Малаккській протоці, боротьба з піратством та тероризмом на морі, попередження порушень кордону на морі.
Попри компактні розміри, Військово-морські сили Сінгапуру є найбільш сучасними у регіоні, мають у своєму складі морську авіацію, кораблі (включаючи фрегати, ракетні корвети, десантні кораблі).
З 1995 у складі ВМС наявні і підводні човни, зараз трьох типів. Втім лише останній тип, «Інвінсібл» спеціально побудований для Сінгапура у Німеччині.
Англійською імена військових кораблів Сінгапура мають приставку RSS - скорчення від Republic of Singapore Ship («Корабель Республіки Сінгапур»)
ВМФ країни нараховує понад 4000 солдат
Озброєння ВМФ Сінгапуру:
4 підводні човни
6 фрегатів
8 корвертів
8 сторожових кораблів
8 патрульних кораблі
4 малих тральщики
4 десантних кораблів
23 десантних катерів
Також в країні базуються ВМФ США